# Functional Ecology
Functional Ecology — британский научный журнал, посвящённый проблемам экологии с особым рассмотрением вопросов экспериментальной экологии. Основан в 1987 году.

## История
Основан в 1987 году. Издаётся издательством Wiley-Blackwell совместно с British Ecological Society, которое также выпускает журналы  Journal of Ecology, Journal of Applied Ecology и Journal of Animal Ecology.
Все статьи журнала доступны подписчикам на сайте журнала и издательства Wiley InterScience в интернете.

## Тематика
Журнал публикует научные статьи по вопросам организменной экологии, включая физиологическую, поведенческую и эволюционную экологию, динамике популяций, в том числе проблемам, рассматриваемым на геномном уровне. Особое внимание уделяется экспериментальной экологии.

## ISSN
- ISSN 0269-8463